# Арендт, Хельга
Хе́льга А́рендт (нем. Helga Arendt; 24 апреля 1964, Кёльн, Северный Рейн-Вестфалия — 11 марта 2013, Пульхайм, Северный Рейн-Вестфалия) — западногерманский спринтер, участница летних Олимпийских игр 1988 года.

## Биография
Хельга Арендт родилась 24 апреля 1964 года в Кёльне (земля Северный Рейн-Вестфалия, ФРГ).
Хельга начала свою спринтерскую карьеру в начале 1980-х годов. В 1989 году Арендт выиграла золотую медаль на чемпионате мира в помещении на дистанции 400 м. Принимала участие в летних Олимпийских играх 1988 года в Сеуле. В беге на дистанции 400 метров Арендт заняла 7-е место, а в эстафете 4×400 метров стала в составе сборной 4-й.
С 1999 года Арендт работала юристом. 11 марта 2013 года 48-летняя Хельга скончалась после продолжительной болезни и была похоронена в своём родном городе.